# Mielichhoferia julacea
Mielichhoferia julacea är en bladmossart som beskrevs av Arthur Jonathan Shaw och H. Crum 1984. Mielichhoferia julacea ingår i släktet kismossor, och familjen Bryaceae. Inga underarter finns listade i Catalogue of Life.